# Tour du Limousin 2019
Il Tour du Limousin 2019, cinquantaduesima edizione della corsa, si svolse dal 21 al 24 agosto 2019 su un percorso di 709 km ripartiti in 4 tappe, con partenza da Condat-sur-Vienne e arrivo a Limoges. Fu vinto dal francese Benoit Cosnefroy della Ag2r-La Mondiale davanti ai suoi connazionali Lilian Calmejane e Guillaume Martin.

## Tappe
| Tappa  | Data      | Percorso                                    | km    | Vincitore di tappa | Leader cl. generale |
| ------ | --------- | ------------------------------------------- | ----- | ------------------ | ------------------- |
| 1ª     | 21 agosto | Condat-sur-Vienne > Guéret                  | 172,2 | Lilian Calmejane   | Lilian Calmejane    |
| 2ª     | 22 agosto | Base Départementale de Rouffiac > Trélissac | 182,9 | Mikel Aristi       | Lilian Calmejane    |
| 3ª     | 23 agosto | Chamboulive > Beynat                        | 176,8 | Benoit Cosnefroy   | Benoit Cosnefroy    |
| 4ª     | 24 agosto | Confolens > Limoges                         | 177,4 | Francesco Gavazzi  | Benoit Cosnefroy    |
| Totale | Totale    | Totale                                      | 709   |                    |                     |

## Dettagli delle tappe

### 1ª tappa
- 21 agosto: Condat-sur-Vienne > Guéret – 172,2 km

| Pos. | Corridore        | Squadra                | Tempo    |
| ---- | ---------------- | ---------------------- | -------- |
| 1    | Lilian Calmejane | Total Direct Énergie   | 4h33'52" |
| 2    | Mikel Aristi     | Euskadi Basque Country | a 9"     |
| 3    | Benoit Cosnefroy | AG2R                   | s.t.     |

| Pos. | Corridore        | Squadra                | Tempo    |
| ---- | ---------------- | ---------------------- | -------- |
| 1    | Lilian Calmejane | Total Direct Énergie   | 4h33'42" |
| 2    | Mikel Aristi     | Euskadi Basque Country | a 13"    |
| 3    | Benoit Cosnefroy | AG2R                   | a 14"    |

### 2ª tappa
- 22 agosto: Base Départementale de Rouffiac > Trélissac – 182,9 km

| Pos. | Corridore         | Squadra                | Tempo    |
| ---- | ----------------- | ---------------------- | -------- |
| 1    | Mikel Aristi      | Euskadi Basque Country | 4h39'07" |
| 2    | Francesco Gavazzi | Androni Gioc.          | s.t.     |
| 3    | Benoit Cosnefroy  | AG2R                   | s.t.     |

| Pos. | Corridore        | Squadra                | Tempo    |
| ---- | ---------------- | ---------------------- | -------- |
| 1    | Lilian Calmejane | Total Direct Énergie   | 9h12'49" |
| 2    | Mikel Aristi     | Euskadi Basque Country | a 3"     |
| 3    | Benoit Cosnefroy | AG2R                   | a 10"    |

### 3ª tappa
- 23 agosto: Chamboulive > Beynat – 176,8 km

| Pos. | Corridore        | Squadra      | Tempo    |
| ---- | ---------------- | ------------ | -------- |
| 1    | Benoit Cosnefroy | AG2R         | 4h23'12" |
| 2    | Julien Simon     | Cofidis      | a 4"     |
| 3    | Guillaume Martin | Wanty-Gobert | s.t.     |

| Pos. | Corridore        | Squadra                | Tempo     |
| ---- | ---------------- | ---------------------- | --------- |
| 1    | Benoit Cosnefroy | AG2R                   | 13h36'01" |
| 2    | Lilian Calmejane | Total Direct Énergie   | a 11"     |
| 3    | Mikel Aristi     | Euskadi Basque Country | a 16"     |

### 4ª tappa
- 24 agosto: Confolens > Limoges – 177,4 km

| Pos. | Corridore         | Squadra       | Tempo    |
| ---- | ----------------- | ------------- | -------- |
| 1    | Francesco Gavazzi | Androni Gioc. | 4h38'17" |
| 2    | Guillaume Martin  | Wanty-Gobert  | s.t.     |
| 3    | Benoit Cosnefroy  | AG2R          | s.t.     |

| Pos. | Corridore        | Squadra              | Tempo     |
| ---- | ---------------- | -------------------- | --------- |
| 1    | Benoit Cosnefroy | AG2R                 | 18h14'14" |
| 2    | Lilian Calmejane | Total Direct Énergie | a 15"     |
| 3    | Guillaume Martin | Wanty-Gobert         | a 17"     |

## Classifiche finali

### Classifica generale
| Pos. | Corridore                 | Squadra                       | Tempo     |
| ---- | ------------------------- | ----------------------------- | --------- |
| 1    | Benoit Cosnefroy          | Ag2r-La Mondiale              | 18h14'14" |
| 2    | Lilian Calmejane          | Total Direct Énergie          | a 15"     |
| 3    | Guillaume Martin          | Wanty-Gobert Cycling Team     | a 17"     |
| 4    | Mikel Aristi              | Euskadi Basque Country-Murias | a 20"     |
| 5    | Kristian Sbaragli         | Israel Cycling Academy        | a 31"     |
| 6    | Rui Pedro Carvalho Vinhas | W52/FC Porto                  | a 32"     |
| 7    | Pierre Rolland            | Vital Concept-B&B Hotels      | a 34"     |
| 8    | Sébastien Reichenbach     | FDJ                           | s.t.      |
| 9    | Elie Gesbert              | Team Arkéa-Samsic             | s.t.      |
| 10   | Anthony Delaplace         | Team Arkéa-Samsic             | a 38"     |